# Amphicoma davidis
Amphicoma davidis är en skalbaggsart som beskrevs av Leon Fairmaire 1886. Amphicoma davidis ingår i släktet Amphicoma och familjen Glaphyridae. Inga underarter finns listade i Catalogue of Life.